# Vagón schnabel
Un vagón schnabel es un tipo de vagón de carga ferroviario especializado. Está diseñado para el transporte de cargas pesadas y sobredimensionadas; en ocasiones, la carga en sí misma forma parte del vagón. La carga es suspendida por sus extremos mediante brazos de elevación; los brazos de elevación están conectados a un pivote por encima de un conjunto de ejes y marcos que llevan el peso de la carga y el brazo de elevación.
Cuando un vagón schnabel está vacío, los brazos de elevación están unidos entre sí y puede operar a la velocidad normal de los trenes de carga. Algunos vagones schnabel poseen dispositivos hidráulicos que permiten mover la carga en forma vertical y horizontal mientras está en tránsito (a bajas velocidades) para sortear obstáculos a lo largo de su ruta. Hay 30 vagones de este tipo operando en América Anglosajona, 31 en Europa, 25 en Asia y 1 en Australia.
El mayor vagón schnabel en operación, propiedad de ABB y numerado CEBX 800, está en servicio en América del Norte. Tiene 36 ejes (18 en cada mitad). Cada mitad contiene nueve bojes, los cuales están unidos mediante un complejo sistema de puentes de apoyo. Tiene una tara (peso vacío) de 340 Tm y mide 70,61 m de largo; puede transportar cargas de hasta 34,54 m de longitud. En comparación, un vagón cerrado típico en uso en los ff.cc. de América del Norte tiene un boje simple de dos ejes en cada extremo y mide de 15 a 27 m, con una capacidad de 64 a 95 Tm. Una carga notable del CEBX 800 fue completada en enero de 2006, transportando un reactor de Nexen Inc. y OPTI Canada desde Duluth, Minnesota hasta Athabasca Oil Sands, en el norte de Alberta. La carga de 678 toneladas fue la más pesada jamás transportada por ferrocarril entre Edmonton y el Oil Sands.
La palabra schnabel proviene del alemán tragschnabelwagen, que significa "vagón de carga con picos", debido a que la forma cónica de los brazos de elevación se parecen al pico de un pájaro.